# Umihana Čuvidina
Umihana Čuvidina född omkring 1794, död omkring 1870, var en bosniakisk poet och den tidigaste bosniska kvinnliga författaren vars arbete fortlever än i dag. Čuvidina sjöng sina dikter och i hög grad bidragit till den traditionella genren inom bosnisk folkmusiken som kallas sevdalinka.

## Biografi
Čuvidina föddes i Sarajevo omkring år 1794, under tiden då dagens Bosnien och Hercegovina var en del av det Osmanska riket. Hon var född i en bosniakisk krögarfamilj. År 1813 blev Čuvidina förlovad med en ung man vid namn Mujo Čamdži-bajraktar som dog som soldat i den kejserliga armén under Ali-paša Derendelija under det första serbiska upproret i början av 1800-talet. Efter sin fästmans död bestämde sig Čuvidina för att aldrig gifta om sig. Hon började skriva poesi om sin fästman och hans soldater.
I tre år efter sin fästmans död, gick Umihana aldrig ut från sin gård. Under det fjärde året skar hon av allt sitt hår som ett tecken på evig sorg efter sin döda kärlek och band fast det vid staketet i sin trädgård. Detta är något som nämns i hennes dikter.
Umihana Čuvidina dog omkring år 1870. Hon begravdes på en muslimsk kyrkogård i en okänd plats i Sarajevo, "Nedanför en lund på klippan".

## Lista över verk

### 1810-talet–1820-talet
- "Čamdži Mujo i lijepa Uma"' (Čamdži Mujo och vackra Uma)
- "Sarajlije iđu na vojsku protiv Srbije"' (Sarajevos män marscherar till kriget mot Serbien)
- "Zal za Čamdži Mujom"' (Längtan efter Čamdži Mujo)